# Mark Metij Ruf
Mark Metij Ruf (latinsko Marcus Mettius Rufus) je bil rimski vitez (eques), ki je živel v času cesarjev Domicijana in Trajana. Imenovan je bil na vrsto visokih državnih položajev, vključno s prefektom (guvernerjem) Rimskega Egipta. 
Družina Metijev je izvirala iz Petelija,  majhnega grško govorečega mesta v južni Italiji. Ko je Julij Cezar enega od njegovih prednikov, verjetno vojaka ali centurija VI. legije,  naselil v Arlesu, se je družina preselila v Arles. Rufov oče je bil Mark Metij Modest, prokurist Sirije. Znano je, da je imel brata Modesta, nadomestnega konzula leta 82. Prepoznana sta bila dva Rufova sinova: Gaj Trebonij Prokul Metij Modest, nadomestni konzul leta 103, in Mark Metij Ruf, ki je umrl, preden je uspel priti do konzulskega položaja.

## Kariera
Domneva se, da je Metij Ruf šel skozi vse stopnje konjeniške vojaške kariere. Najzgodnejša znana funkcija, ki jo je imel Ruf v vojski, je bila funkcija prefekta (praefectus annonae), zadolženega za preskrbo Rima z žitom pred letom 88. Potrjeno je, da je opravljal funkcijo prefekta Egipta od nekje pred 2. avgustom (njegov predhodnik je bil na položaju nazadnje izpričan  26. februarja 88) do nekje po 12. juliju 90 (njegov naslednik je bil prvič potrjen 14. marca 92).
Njegova primarna skrb kot guvernerja Egipta je bila zaščititi žetev in dostavo žita prebivalcem Rima. Ohranjeni dopisi njegove uprave kažejo, da so bile njegove odgovornosti še razširjene. V enem od dopisov je zabeležen odlok, ki ga je izdal 1. oktobra 89 za prebivalce Rimskega Egipta: ko je izvedel, da lahko evidenca o lastništvu zastara in postane neuporabna, je izdal odlok, da morajo lastniki zemljišč v naslednjih šestih mesecih registrirati vsa svoja zemljišča. Z istim odlokom je zadolžil pravnike, da ustrezno poostrijo postopke ažuriranja nepremičninskih evidenc ter pregledajo evidence vsaj enkrat na pet let. Motivacija za njegov odlok je morda bilo dejstvo, da je 14-letni davčni cikel za provinco padel ravno na to leto.
Drug zapis se nanaša na upravljanje trgovske poti med Koptom ob Nilu in pristanišči na Rdečem morju. 10. maja 90 ga je napisal Antistij Aziatik,  prefekt pristanišča Berenika. V zapisu navaja, da je davek, zaračunan na blago, pripeljano skozi to vstopno pristanišče, ocenjen glede na vrsto osebe: kapitan ladje v Rdečem morju, na primer, ima tarifo osem drahem, mornar pet drahem, obrtnik osem drahem in prostitutka 108 drahem.